# Хасаут-Греческое
Хасаут-Греческое — село в Зеленчукском районе Карачаево-Черкесии Российской Федерации.
Расположено в 17 км к юго-востоку от райцентра — станицы Зеленчукская.
Образует муниципальное образование Хасаут-Греческое сельское поселение как единственный населённый пункт в его составе.

## История
Часть греков, пришедших на Ставрополье в 1864 году, переселилось в Эльбрусский округ Кубанской области на реку Хасаут. Архивы сообщают: «Из Нохута Пятигорского уезда 8 марта 1869 года в нагорную полосу Кубанской области переехало 22 семейства греков». Образовавшееся село Хасаут — Греческое вошло в состав Баталпашинского отдела Кубанской области. В 1873 году здесь в 25 дворах проживали 137 человек. В 1875 году, усилиями жителей Хасаута в селе возведена церковь в честь св. Димитрия.

## Население
| 2002 | 2010 | 2012 | 2013 | 2014 | 2015 | 2016 |
| ---- | ---- | ---- | ---- | ---- | ---- | ---- |
| 651  | ↘601 | ↘597 | ↘590 | ↗599 | ↗601 | ↘593 |
| 2017 | 2018 | 2019 | 2020 | 2021 | 2023 | 2024 |
| ↗595 | ↗607 | ↘597 | ↗601 | ↗632 | ↘602 | ↗613 |
| 2025 |      |      |      |      |      |      |
| ↗627 |      |      |      |      |      |      |